# Лисовский, Фёдор
Фёдор Лисовский (?—1722, Москва) — южнорусский авантюрист, протопоп, сотник первой четверти XVIII века.

## Биография

### Первые сведения
Фёдор Лисовский родился в Стародубе и происходил, по одним данным — из казаков, по другим, возможно — из мещан. О первых годах его жизни известно немного, кроме того, что оставшись сиротой, он был взят либо на воспитание, либо на службу челядником к есаулу черниговского полка Михаилу Красовскому, который принял его «как отец сына». Первые сведения о нём датируются 1703 годом, когда он украл у своего хозяина шкатулку с 50 талерами.

### Протопоп в Гадяче
«За верность в измену Мазепину» назначен протопопом в Гадяче.

### Новгород-Северский сотник
Расстриженный получил место сотника в Новгород-Северске. Существенную роль в его переводе сыграл Иван Фёдорович Чарныш. Здесь он писал ложные изветы, подделывал документы, забирал в свою пользу церковные и иные доходы, отнимал земли и имущество у жителей и подвергал их пыткам и насилиям. Несмотря на правительственное расследование 1719 г., он оставался на свободе.

### Следствие и смерть
Наконец, расследование о двоеженстве привело его в Преображенский приказ, где он «вскоре и живот свой окончил» (ок. 1722 г.).